# Incidente de Matsue
El Incidente de Matsue (松江騒擾事件 Matsue sōjō-jiken?,  literalmente "Incidente de la rebelión de Matsue") fue una rebelión ocurrida en la mañana del 24 de agosto de 1945 en la ciudad de Matsue, capital de la prefectura de Shimane (Japón). Los hechos fueron desencadenados por un grupo de jóvenes llamado "Voluntarios del Ejército del Imperio" (皇国義勇軍 Kōkoku giyūgun?) compuesto por docenas de personas quienes se levantaron en armas y atacaron las oficinas gubernamentales de la prefectura. El levantamiento causó la muerte de una persona.
También es conocido el suceso como el Incidente de los Voluntarios del Ejército del Imperio (皇国義勇軍事件 Kōkoku giyūgun-jiken?) o Incidente del incendio de la oficina prefectural de Shimane (島根県庁焼き打ち事件 Shimane-kenchō yakiuchi-jiken?).